# Huelga estudiantil de 1229 en la Universidad de París
La huelga estudiantil de 1229 en la Universidad de París fue consecuencia de la muerte de varios estudiantes, durante la supresión de una manifestación estudiantil. En respuesta a estas muertes, los estudiantes y profesores universitarios parisinos protestaron con una "dispersión" o huelga estudiantil, que duró más de dos años y desembocó en la introducción de ciertas mejoras en la universidad medieval. Este acontecimiento es una muestra del conflicto de intereses (town and gown) de la población universitaria (docentes y alumnos) y local (habitantes de las ciudades universitarias como París) con la Iglesia Católica y las autoridades seculares, así como del relajamiento del control eclesiástico sobre las universidades. A raíz de esta protesta estudiantil, la Universidad de París fue sometida al control directo del papado, en el marco de las reformas para centralizar el poder eclesiástico, que habían cobrado gran impulso gracias a Inocencio III (1198-1216).

## Trasfondo histórico
La Universidad de París fue una de las primeras universidades fundadas en Europa, y era considerada la más prestigiosa en su época, debido a su especialización en los estudios de Teología. Concretamente, fue fundada a mediados del siglo XII, y recibió la bula papal que confirmaba oficialmente su estatus como universidad y su misión educativa en el año 1200.
Por regla general, los estudiantes llegaban a las universidades habitualmente con catorce años o poco más, tras haber iniciado los estudios más rudimentarios con maestros que les enseñaban a leer y escribir y un nivel suficiente de lengua latina. Los primeros años de su vida universitaria se dedicaban a los estudios de artes liberales, que comprendían el "trivium" y el "Quadrivium". Cuando se consideraban preparados para superar los exámenes correspondientes (consistentes en la lectio -lectura y repetición memorística comentada- de un texto y su disputatio, respondiendo a preguntas que procuraban averiguar si el aspirante lo había comprendido), alcanzaban el título de bachiller, lo que solía ocurrir en un plazo de unos seis años. Era muy habitual abandonar los estudios sin obtener ningún título, y solo una minoría continuaba con el estudio de las Artes a un nivel superior o con carreras más especializadas: Medicina, Derecho o Teología. Muchas veces los estudiantes graduados en derecho podían llegar a ejercer cargos gubernamentales en sus ciudades natales, como fue el caso de muchas universidades italianas.
Obtener en cualquiera de ellas el título de magister (maestro) permitía dedicarse a la enseñanza universitaria en cualquier universidad (ius o licentia ubique docendi). Este título requería una aprobación por el gremio de maestros.
El título de doctor exigía estudios aún más prolongados, y era habitual que los que se presentaban a tal examen llevaran varias décadas de vida universitaria (el de Artes, más breve, se solía obtener en cuatro o seis años, el de Medicina en diez, el de Derecho en doce o trece, y el de Teología en unos quince). El examen de doctorado, con la misma estructura que los de otros grados, consistía en la defensa ante un tribunal de doctores de una tesis cuya originalidad no era el valor más prioritario. Las costosas fiestas y regalos a los que el doctorando estaba obligado actuaban como una barrera para dificultar el acceso al grado superior de la vida universitaria.

## Desarrollo de la huelga estudiantil

### Disturbios en el Barrio Latino
El inicio de la revuelta tuvo lugar en marzo de 1229, durante el Martes de Carnaval. Aquel día, el carnaval parisino llegaba a su fin y, al igual que el Mardi Gras que se celebra en la actualidad, la población participaba en estos festejos disfrazándose con máscaras y dando rienda suelta a toda clase de acciones "disolutas", sobre todo el consumo de alcohol en grandes cantidades. Este era el caso de los estudiantes universitarios, cuya propensión a emborracharse y armar jaleo provocó un altercado con un tabernero en el Barrio Latino, a causa de una cuenta impagada en la taberna que este regentaba. La discusión terminó en una pelea entre los estudiantes y el dueño del establecimiento, que les propinó una paliza y los expulsó del local.
Al día siguiente, el Miércoles de Ceniza, los estudiantes agredidos regresaron al Barrio Latino acompañados de otros alumnos de la Universidad de París, armados con garrotes de madera y con la intención de vengarse del tabernero. Una vez localizaron la taberna, forzaron la entrada a golpes (estaba cerrada por ser el Miércoles de Ceniza día de penitencia), agredieron al tabernero y destrozaron su negocio. Después, este acto instigó la destrucción de otras tiendas y negocios cercanas, por lo que la situación derivó en una revuelta estudiantil, que se extendió por las calles aledañas a la taberna asaltada.
Debido al privilegio eclesiástico del que gozaban los estudiantes, en virtud del cual no podían ser juzgados por tribunales civiles, sino por los de la Iglesia Católica, los ciudadanos cuyas propiedades fueron vandalizadas elevaron numerosas quejas a los tribunales eclesiásticos. Estos sabían que la universidad tendía a ser muy indulgente con sus estudiantes, por lo que intentaron abordar el asunto con cautela, evitando cualquier decisión que pudiera servir de pretexto para una escisión como la de la Universidad de Cambridge (la cual fue fundada por estudiantes descontentos que eligieron abandonar la Universidad de Oxford a causa de una disputa similar).
Sin embargo, Blanca de Castilla, regente de Francia durante la minoría de edad de Luis IX, tomó cartas en el asunto y exigió que los estudiantes involucrados en los disturbios fueran castigados. En consecuencia, la Universidad de París permitió a la guardia municipal parisina que castigase a los culpables: los guardias encontraron a un grupo de estudiantes en la calle y los agredieron con excepcional violencia, de lo que resultó un saldo de varios estudiantes fallecidos. Posteriormente, se rumoreó que los estudiantes asesinados eran en realidad inocentes y no habían tenido nada que ver con la revuelta.

### Huelga estudiantil

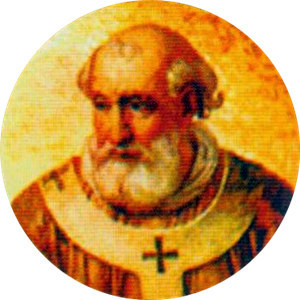
El papa Gregorio IX, en un retrato situado en la Basílica de San Pablo Extramuros, Roma.

La universidad reaccionó ante estas muertes convocando una huelga. Las aulas fueron cerradas y los estudiantes en huelga se marcharon a otras universidades como las de Reims, Oxford o Toulouse, regresaron a casa o bien encontraron empleo en otra parte. Por su parte, el profesorado interrumpió las clases. Como resultado, el Barrio Latino sufrió una recesión económica, ya que era el lugar de residencia habitual de la mayoría de los estudiantes universitarios y, por ende, el bienestar de sus habitantes dependía en gran medida de la provisión de servicios a la universidad (sobre todo el alojamiento para los estudiantes antes mencionados).
Después de dos años de negociaciones, el Papa Gregorio IX (que era un egresado de la Universidad de París) promulgó la bula Parens scientiarum el 13 de abril de 1231, en la que confería el honor de "Madre de las Ciencias" a la universidad. En retrospectiva, esta bula ha sido calificada como la Carta Magna de la Universidad de París, ya que garantizaba la autonomía de la enseñanza universitaria respecto a las autoridades locales, fueran estas seculares o eclesiásticas, poniendo directamente a la universidad bajo la autoridad papal. Además, la amenaza de suspensión de clases permaneció como un recurso útil que permitía a la universidad controlar la economía local: las autoridades universitarias fueron autorizadas a "dispersar" las clases sobre la base de una serie de provocaciones, que iban desde "ofensas muy graves a la universidad" hasta "el derecho a ajustar el precio del alojamiento estudiantil". La historiadora Azucena Fraboschi describe así cómo discurrió una huelga anterior, de manera muy similar a la de 1229:

Hacia el año 1200 tuvo lugar una riña de proporciones entre estudiantes y vecinos de la ciudad, que culminó en la muerte de cinco personas. El preboste real y los habitantes del lugar habían intervenido, y los maestros y los escolares presentaron sus quejas al rey. Pidieron castigo para los responsables y amenazaron con la suspensión de clases y el abandono de la ciudad. Felipe Augusto [...] examinó el caso y dispuso sancionar duramente a las autoridades que habían participado en tan brutal agresión.
Fraboschi, p. 11